# Pachyserica ambiversa
Pachyserica ambiversa är en skalbaggsart som beskrevs av Ahrens 2004. Pachyserica ambiversa ingår i släktet Pachyserica och familjen Melolonthidae. Inga underarter finns listade i Catalogue of Life.